# Cingarela
Cingarela je s výškou 15 m vysoký vodopád v Chorvatsku. Nachází se ve vzdálenosti 1 km jihozápadně od vesnice Merišče, která patří pod město Buje v Istrijské župě. Nachází se na řece Ardila ve vzdálenosti 1 km od hranice se Slovinskem, kde ústí do Dragonji.

## Přístup
Vodopád je přístupný po červené turistické trase od mostu přes Ardilu severně od osady Kremenje do Kaštelu.